# Еремеев, Иван Иванович
Ива́н Ива́нович Ереме́ев (22 июня 1911, Старая Купавна — 1973) — советский рабочий Купавинской тонкосуконной фабрики.

## Биография
Иван Еремеев родился 22 июня 1911 года в Старой Купавне. Окончил Ногинский текстильный техникум.
С апреля 1935 года работал на Купавинской тонкосуконной фабрике в качестве техника по качеству продукции. Через три года занял пост заместителя начальника ткацкого цеха по труду и техническому нормированию. С 1940 года по апрель 1945 года И. И. Еремеев являлся начальником ткацкого цеха.
Во время Великой Отечественной войны, в период с 1941 по 1942 год, Иван Иванович принимал активное участие в подготовке к эвакуации, а затем восстановлении фабрики. В 1943 году награждён знаком «Отличник социалистического соревнования НКТП».
В апреле 1945 года его направили в Германию для обследования и демонтажа предприятий в Саксонии и Тюрингии. После возвращения на родину был назначен начальником ткацкого производства, отвечал за доставку, сборку и наладку нового ткацкого оборудования, получаемого по репарациям. В марте 1949 года И. И. Еремеев стал директором тонкосуконной фабрики им. Я. М. Свердлова в Щёлковском районе.
В 1957 году его перевели на должность заместителя директора Купавинской фабрики. В 1961 году награждён знаком «Отличник социалистического соревнования РСФСР». С 1963 года являлся главным инженером Купавинской фабрики. В 1969 году награждён почётной грамотой Президиума Верховного Совета РСФСР.
В 1973 году вышел на пенсию. Скончался в том же году.
Об И. И. Еремееве ткачиха фабрики Екатерина Харькова рассказывала следующее:
Когда в феврале 1944 года нас, группу девушек из Пензенской области, привезли в Купавну, то встречены мы были отнюдь не всеми одинаково. Одни в приезжей молодёжи видели помощников, надежду в будущем, другие смотрели как на чужаков. Иван Иванович относился к числу первых. Он не только помогал нам поскорее овладеть профессией, но и постоянно заботился о том, чтобы у нас было что надеть и обуть. Когда Иван Иванович узнал, что к нам пристают местные мальчишки-хулиганы, он стал провожать нас до общежития. К нему всегда можно было обратиться в любое время и с любым вопросом.

## Награды
- Орден Трудового Красного Знамени;
- Медаль «За оборону Москвы»;
- Медаль «За доблестный труд в Великой Отечественной войне 1941—1945 гг.»;
- Знак «Отличник социалистического соревнования НКТП» (1943);
- Знак «Отличник социалистического соревнования РСФСР» (1961);
- Почётная грамота Президиума Верховного Совета РСФСР (1969).